# Hrotnosemenka bílá

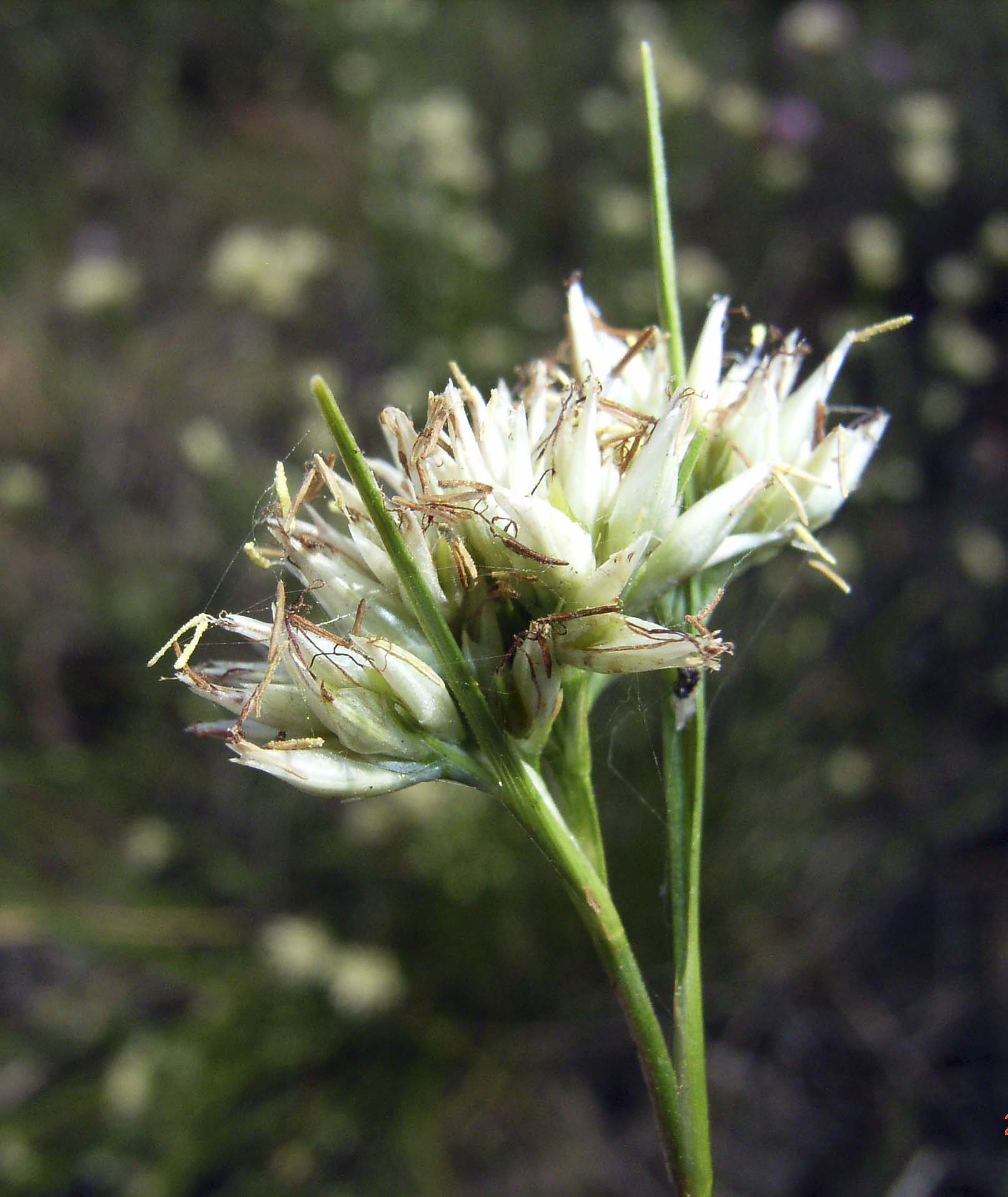
Květenství hrotnosemenky bílé

Hrotnosemenka bílá (Rhynchospora alba) je nenápadná, vlhkomilná rostlina, jeden ze dvou druhů rodu hrotnosemenka, které v české přírodě vyrůstají. Je to původní bylina české flory a nyní je ohrožena vyhynutím.

## Rozšíření
Rostlina se vyskytuje hlavně v Evropě, nejvíce na severozápadě a jen ojediněle, nebo zcela chybí, v okolí Středozemního moře a v nejsevernějších oblastech Skandinávie a Ruska. Roste dále v centrálním Rusku a v okolí Kavkazu, v Asii (Kazachstán, sever Číny, Korea, Japonsko, Tchaj-wan) a v Severní Americe včetně Karibiku.
V České republice se hrotnosemenka bílá vyskytuje nesouvisle a to v okolí Třeboně, Chebu, Plzně, Doks a v Krušných horách. Lokality bývají umístěny v nižších nadmořských výškách, výše vystupují jen ojediněle.

## Ekologie
Hrotnosemenka bílá vyrůstá v trvale vlhkých humózních, oligotrofních půdách na okrajích vodních nádrží nebo na minerálně chudých prameništích a rašeliništích se stálým vodním režimem. Je to konkurenčně slabá rostlina velmi závislá na speciálních stanovištích (prolákliny na rašelinném podloží), která jsou řazena mezi biotopy soustavy NATURA 2000.

## Popis
Vytrvalá bylina rostoucí v hustých trsech s krátkými oddenkovými výběžky, která mívá přímé nebo mírně křivolaké, olistěné lodyhy vysoké 10 až 50 cm. Listy se souběžnou žilnatinou jsou úzké a drsné, delší přízemní sahají nejvýše do poloviny lodyhy a lodyžní jsou kratší.
Květy s bílým a při odkvétání hnědnoucími plevami mají okvětí tvořeno 9 až 13 štětinkami s chloupky. Květy jsou uspořádány ve vřetenovitých kláscích asi 5 mm dlouhých, které mívají dva plodné květy. V květu jsou dvě tyčinky s prašníky a dvě blizny. Klásky v počtu dva až sedm vytvářejí vrcholové květenství svazeček s nejvyšším podpůrným listenem dlouhým jako květenství. Svazeček bývá jeden až tři a jsou od sebe odstálé. Květy rozkvétají od května do července, opylovány jsou větrem. Plodem jsou světle hnědé, podélně pruhované, asi 3 mm dlouhé, hladké nažky s kratičkou osinou.
Rostlina se rozmnožuje převážně semeny. Ploidie druhu je 2n = 32.

## Ohrožení
Hrotnosemenka bílá je ohrožována hlavně ničením stanovišť, ke kterému dochází odvodňováním vlhkých území, cíleným zalesňováním nebo zarůstáním náletovými dřevinami, splachy hnojiv z polí nebo leteckým hnojením či postřiky. Je proto chráněna vyhláškou „Ministerstva životního prostředí ČR č. 395/1992 Sb. ve znění vyhl. č. 175/2006 Sb. (§1) a v „Červeném seznamu cévnatých rostlin České republiky z roku 2012“ (Grulich) je pokládána za druh silně ohrožený (C2b).